# Cryptocephalus elegantulus
Cryptocephalus elegantulus  (лат.) — вид листоедов (Chrysomelidae) из подсемейства скрытоглавов (Cryptocephalinae). Распространён в палеарктическом регионе от Франции до Кореи.

## Субтаксоны
- Вариетет: Cryptocephalus elegantulus var. inadumbratus Pic, 1904
- Подвид: Cryptocephalus elegantulus horvathi Csiki, 1953
- Подвид: Cryptocephalus elegantulus deubeli Kaszab, 1962
- Морфа: Cryptocephalus elegantulus negrei